# Gordon D’Arcy
Gordon William D’Arcy (* 10. Februar 1980 in Wexford) ist ein irischer Rugby-Union-Spieler, der auf der Position des Innendreiviertels spielt. Er ist für die Region Leinster und die irische Nationalmannschaft aktiv.

## Leben
D’Arcy war bereits in seiner Schulzeit Teil verschiedener Auswahlmannschaften. Sein Nationalmannschaftsdebüt gab er am 15. Oktober 1999 gegen Rumänien. In den nächsten Jahren wurde er jedoch nicht mehr für die A-Nationalmannschaft berufen und spielte für die U21-Auswahl. Seine außerordentlichen Leistungen in der Celtic League führten ihn 2002 jedoch wieder in die Reihen der irischen Mannschaft zurück. 2004 setzte er sich bei den Six Nations letztlich als Stammspieler durch und sorgte mit zwei Versuchen für den Gewinn der Triple Crown. Er wurde anschließend von der BBC zum Spieler des Turniers gewählt.
Von November 2005 bis zur WM 2007 spielt D’Arcy in allen Spielen Irlands mit. Bei den Six Nations 2008 brach er sich im Auftaktspiel gegen Italien den Arm und konnte seit dem an keiner Partie teilnehmen. Im Oktober folgte eine weitere Operation, die ihn bis zum Ende des Jahres am Rugby spielen hinderte. Damit sanken seine Chancen auf eine erneute Nominierung für die British and Irish Lions, für die er 2005 bei der Neuseeland-Tour spielte. Er kehrte im Dezember im Magners-League-Spiel gegen Ulster Rugby zurück. Er wurde im Folgenden auch bei den Six Nations 2009 eingesetzt und legte bei diesem Turnier einen Versuch. Am Ende erreichten die Iren nach 1948 den zweiten Grand Slam. Mit Leinster gewann er in diesem Jahr zudem den Heineken Cup. Nach einigen Verletzungen in den Reihen der British and Irish Lions wurde er nach dem ersten Spiel der Südafrika-Tour in den Kader aufgenommen.